# Гарсия, Сара
Сара Рита де ла Лус Гарсия (исп. Sara Rita de la Luz García) (3 сентября 1892, Орисаба, Веракрус, Мексика — 21 ноября 1980, Мехико, Мексика) — мексиканская актриса театра и кино и телеведущая, актриса «Золотого века мексиканского кинематографа», вошедшая в историю мексиканского кинематографа, как снявшаяся в самом первом мексиканском фильме, который вышел на экраны в 1917 году в небольшой роли, а также сыгравшая в 146 работах в кино и телесериалах.

## Биография

### 1892—1917: Первые годы жизни
Родилась 3 сентября 1892 года в Орисабе, Веракрус, в семье испанца Исидоро Гарсии Руиса, родом из Кордовы, и Фелипы Идальго Родригеса, родом из Андалусии.
В начале 1900-х годов будущая актриса заразилась мышиным тифом и заразила свою мать, которой не стало несколько месяцев спустя. Её хорошее поведение и отличные оценки позволили ей продолжить учёбу в школе и даже стать заместителем учителя рисования благодаря её большой художественной чувствительности и склонности к живописи.

### 1917—1939: Начало актёрской карьеры и личная жизнь
В 1917 году она дебютировала как актриса в немом фильме «В защите», в котором ей была отведена роль второго плана. И этот фильм оказался самым первым фильмом в истории мексиканского кинематографа, а вся съёмочная группа стала пионерами мексиканского кинематографа. Позже она дебютировала в театре и присоединилась к Select Comedy Company в театре Вирджинии Фабрегас, где играла на пару с актёром Эдуардо Аросамена, актрисой Сара Утхофф и другими.
В 1918 году она вышла замуж за Фернандо Ибаньеса Каррансу. Чтобы отпраздновать свою свадьбу, они отправились в путешествие на медовый месяц по стране и Центральной Америке на два года, пока 15 января 1920 года на остановке в отеле «Бола де Оро» в Тепике, Наярит, она не родила Марию Фернанду Ибаньес. Возможно, ревнуя к тому, что актриса уделяла своей дочери всё своё внимание, он решил встречаться с другими женщинами, изменяя своей жене. Когда об этом узнала актриса, она предложила своему супругу развод, но тот бросил её, так и не дав ей развода. В результате актриса взяла с собой годовалую дочь Марию Фернанду и переехала жить к Росарио Гонсалес Куэнке, своей близкой подруге, которую её дочь Мария Фернанда стала любить как тётю. В этот период актриса прожила сложную жизнь, ведь из-за экономических ограничений, с которыми она жила, в то время матери-одиночке было трудно найти работу, поэтому она решила согласиться на любую роль в кино, которая ей была предоставлена, в то время как её подруга Росарио заботилась о дочери актрисы. Спустя годы к ним вернулся её муж, страдавший циррозом печени. Актриса поняла его и простила и покрывала его медицинские расходы и заботилась о нём в доме, который она делила со своей подругой Росарио, пока 2 июля 1932 года её супруга не стало в возрасте 33 лет из-за абсцесса лёгкого.
В 1935 году её начали приглашать на ведущие роли в кино, что привело к тому, что она получила свою первую главную роль в фильме «Это женщина» (1936). Далее главные роли стали следовать одна за другой: «Недостаточно быть матерью» (1937), в котором она работала со своей дочерью, «Для моих пистолетов» (1938) и «Милый папочка» (1939). Всего актриса снялась в 146 работах в кино и телесериалах.

### 1940—1960: Золотой век мексиканского кинематографа, личная трагедия актрисы и дебют на мексиканском телевидении
В 1940 году актриса вступила в эпоху «Золотого века мексиканского кинематографа», она участвовала в фильме «Алла в тропиках», где снова сыграла бабушку. В 1940 году актриса потеряла свою дочь Марию Фернанду Ибаньес, которой не стало от внутреннего кровотечения в возрасте всего лишь 20 лет.
В фильмах «Эль Байсано Джалиль» (1945) и «Эль Барханте Негиб» (1946) вместе с Хоакином Пардаве сыграла пару ливанских иммигрантов, прибывших в Мексику, спасаясь от бедности своей страны и Второй мировой войны. Но наиболее запоминающимися персонажами, которых она сыграла, являются бабушка кумира мексиканского кино Педро Инфанте в фильмах «Три Гарсии» и «Возвращении Гарсии», оба 1946 года; а также «Третье слово» вместе с Пруденсией Гриффель и Маргой Лопес. В 1952 году её представили в качестве ведущей программы «Полчаса с бабушкой», которая ознаменовала её дебют на мексиканском телевидении.

### 1960—1978: Дебют и последующие роли в мексиканских телесериалах
С началом шестидесятых годов он начал более активно участвовать в мексиканских телесериалах, работая в таких постановках, как «Лицо из прошлого» (1960), «Слава, которая сама по себе» (1962), «Дукеса» (1966), «Анита де Монтемар» (1967) и Мой учитель (1968). В середине 1960-х годов актриса появилась в роли главной героини приключенческого фоторомана «Донья Сара, Ла Мера Мера: самая очаровательная бабушка в мире».
В семидесятые годы она пережила профессиональное возрождение благодаря участию в фильмах «Дьявол ходит среди монахинь» (1972), «Сын народа» (1974) и «Как и в Мексике, их не два» (1979), в которых она снималась вместе с Висенте Фернандесом, одного из самых популярных мексиканских певцов того времени. Помимо съёмок в фильмах, в 1974 году она сыграла роль няни «Томаситы» в телесериале «Мир игрушки», который пользовался хорошей популярностью и продержался в эфире два года и три месяца. Его последним телесериалом стал «Вивиана», который вышел на экраны в 1978 году.

### 1973—2019: Увековечение памяти при жизни и после смерти
В 1973 году ныне несуществующая компания Chocolates la Azteca выбрала в качестве изображения, бабушки из одного мексиканского фильма для производства шоколада под названием «Бабушкин шоколад», заменив старую иллюстрацию вышеупомянутого шоколада. В 1973 году её портрет сохранился на упаковке напитка, даже после того, как бренд перешел в руки швейцарской транснациональной компании Nestlé, которая создала собственный веб-сайт и выпустила новые шоколадные продукты в дополнение к ним представив шоколадный порошок и шоколадные батончики. В 1988 году посмертно вышел последний фильм, в котором она участвовала, «Прошу мужа обмануть», принадлежащий кинотеатру Ficheras. Спустя 35 лет, в 2022 году, вирусной стала сцена появления актрисы в вышеупомянутой постановке, которую интернет-пользователи и фанаты назвали «возмутительной и грустной».
В сентябре 2019 года в её родном городе Орисаба, была открыта статуя в память об актрисе в парке Лопес.

### 1978—1980: Тяжёлая болезнь и смерть
В последние годы жизни актриса страдала дыхательной недостаточностью, пневмонией и проблемой с сердцем.
Скончалась 21 ноября 1980 года в Мехико от вышеуказанных трёх заболеваний. Похоронена в семейном мавзолее на кладбище Пантеон, где покоится её дочь Мария Фернанда Ибаньес.

## Фильмография

### Телесериалы
| Год     | Название телесериала | Роль                              |
| ------- | -------------------- | --------------------------------- |
| 1960    | Лицо из прошлого     |                                   |
| 1966    | Герцогиня            | Ракель                            |
| 1967    | Анита де Монтемар    |                                   |
| 1968    | Мама Труба           |                                   |
| 1973    | Мой соперник         | Чайо                              |
| 1974-77 | Мир игрушки          | Няня Томасита                     |
| 1978    | Вивиана              | Донья Ангустиас Рубио Монтенсинос |

### Фильмы
| Год  | Название фильма                                                               | Роль                                                       |
| ---- | ----------------------------------------------------------------------------- | ---------------------------------------------------------- |
| 1917 | В целях самообороны; Душа жертвы; Мечтатель                                   | Актриса во всех трёх фильмах сыграла эпизоды               |
| 1927 | Я твой отец                                                                   | Актриса сыграла эпизодическую роль                         |
| 1932 | Ура Мексика, или Да здравствует Мексика!                                      | Дочь Хасендадо                                             |
| 1934 | Да здравствует Мексика!; Правила крови                                        | Донья Хосефа Ортис де Домингес; Соседка                    |
| 1936 | Прокляты будут женщины                                                        | Сеньора Амбросалиет                                        |
| 1937 | Женщины правят; Сердце, не обманывай меня; Честность — это помеха             | Марта; Донья Петронилья; Донья Рефугио                     |
| 1938 | Клятвопреступный                                                              | Донья Роса                                                 |
| 1939 | Капитан-авантюрист; Клевета; На осле три батурроса; Папины беспорядки         | Каталина, коррегидор; Донья Эдувихес; Мануэла; Петра       |
| 1940 | Лгите, и будьте счастливы; Моя маленькая мама; Но есть нюанс; Там, в тропиках | Констансия; Донья Мария; Клотильде Регаладо; Донья Панчита |

## Почётные звания
- Главная бабушка Мексики[15][16].
- Главная бабушка мексиканского кинематографа[17]

## Фотогалерея

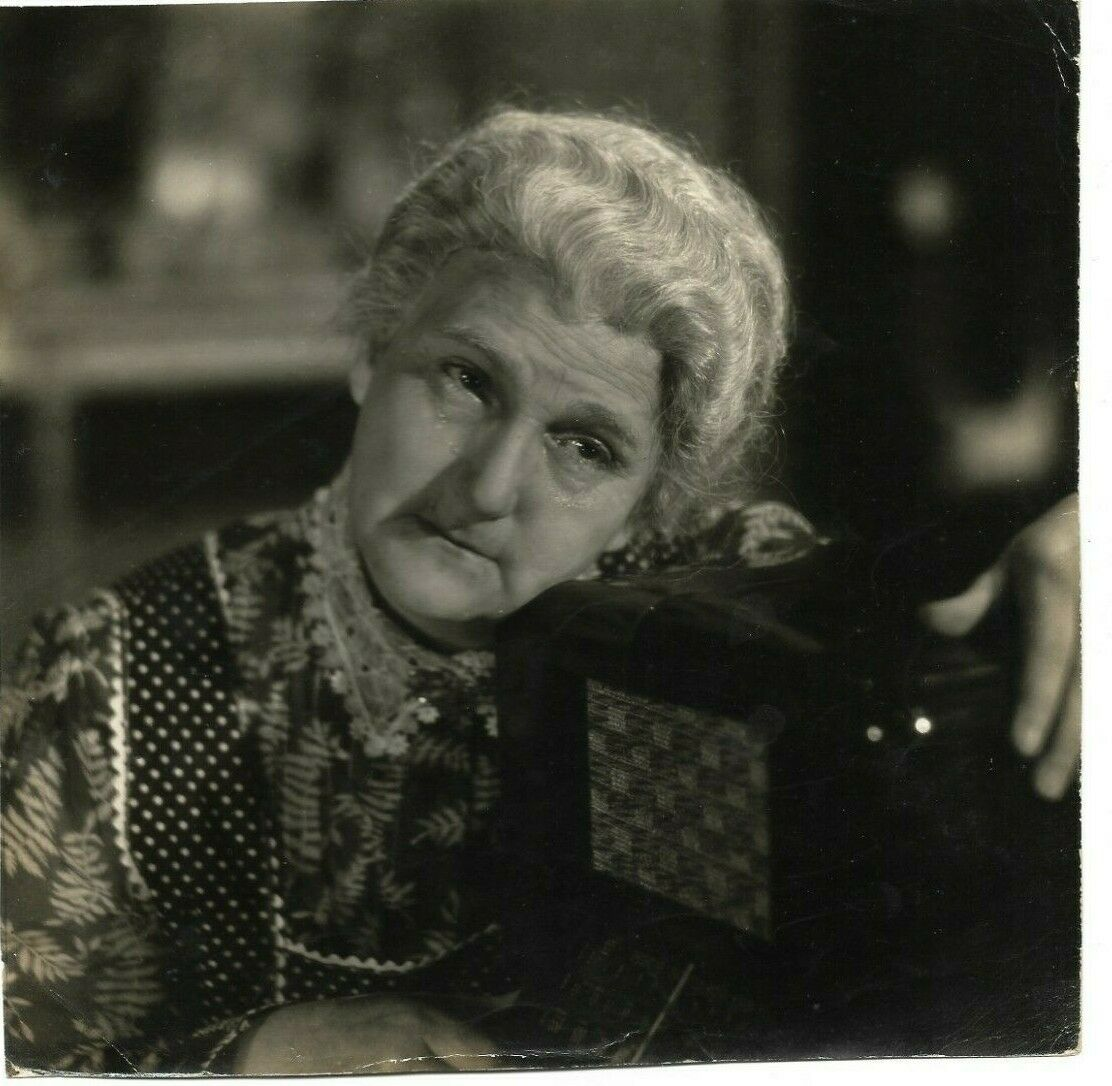
Актриса в 1950 году
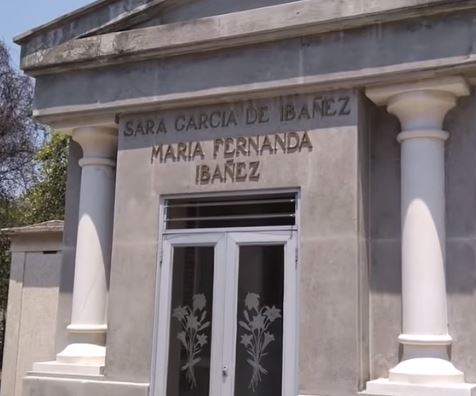
Мавзолей Сары Гарсии де Ибаньес и её дочери Марии Фернангды Ибаньес на кладбище Пантеон
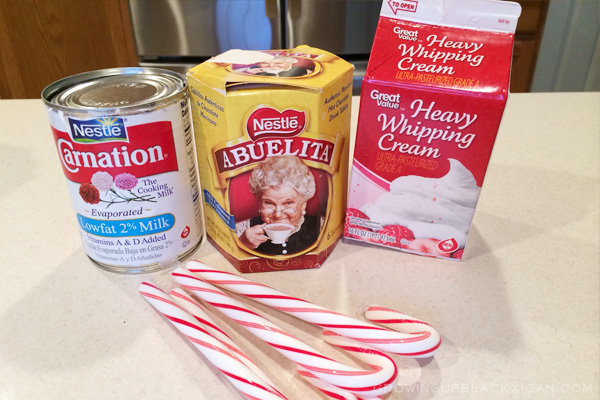
Бабушкин шоколад производства Nestle с изображением актрисы Сары Гарсия
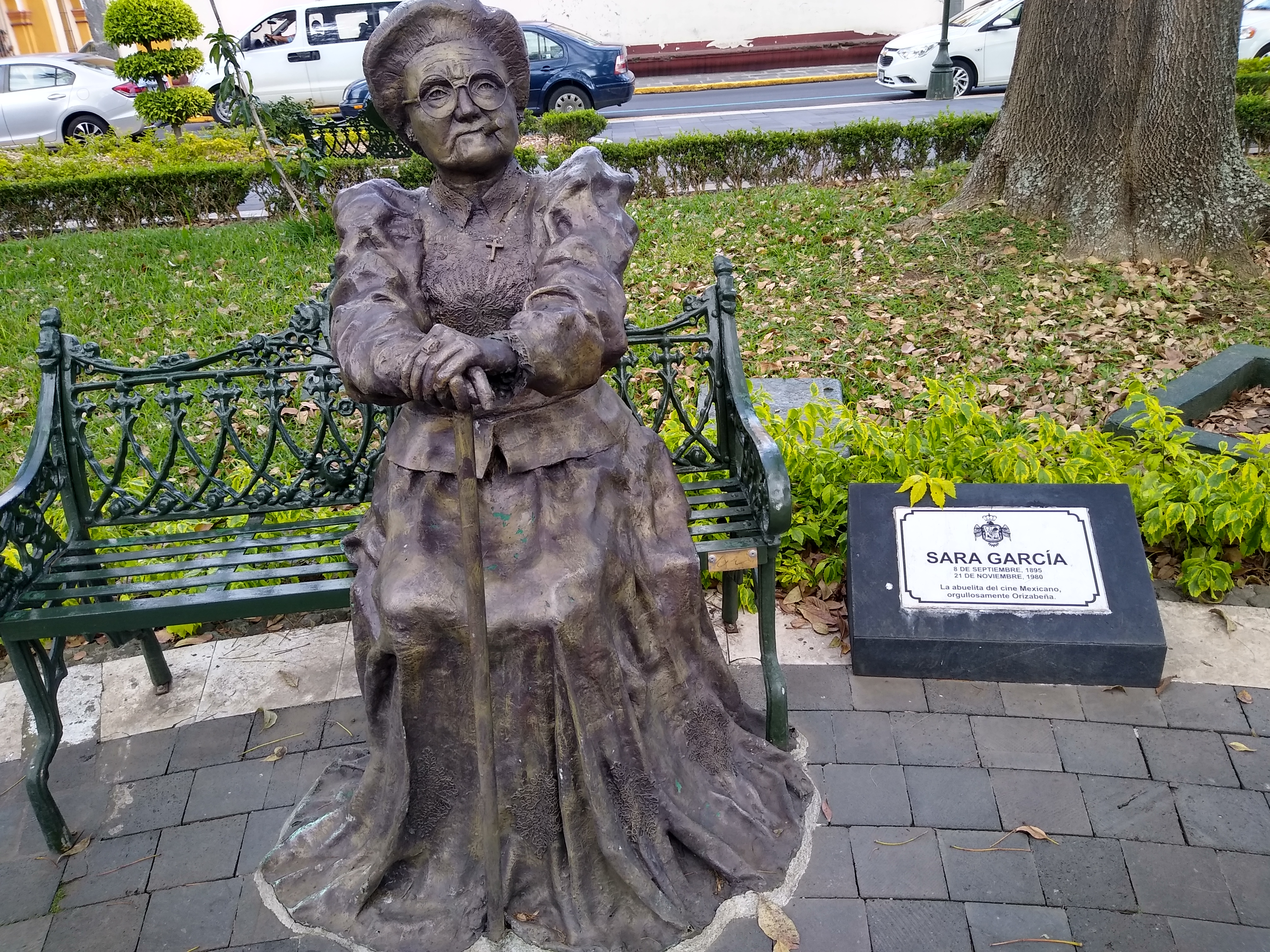
Статуя актрисы Сары Гарсии в Орисабе